# 2e division blindée (États-Unis)
Pour les articles homonymes, voir 2e division.

Insigne de la 2e division blindée.

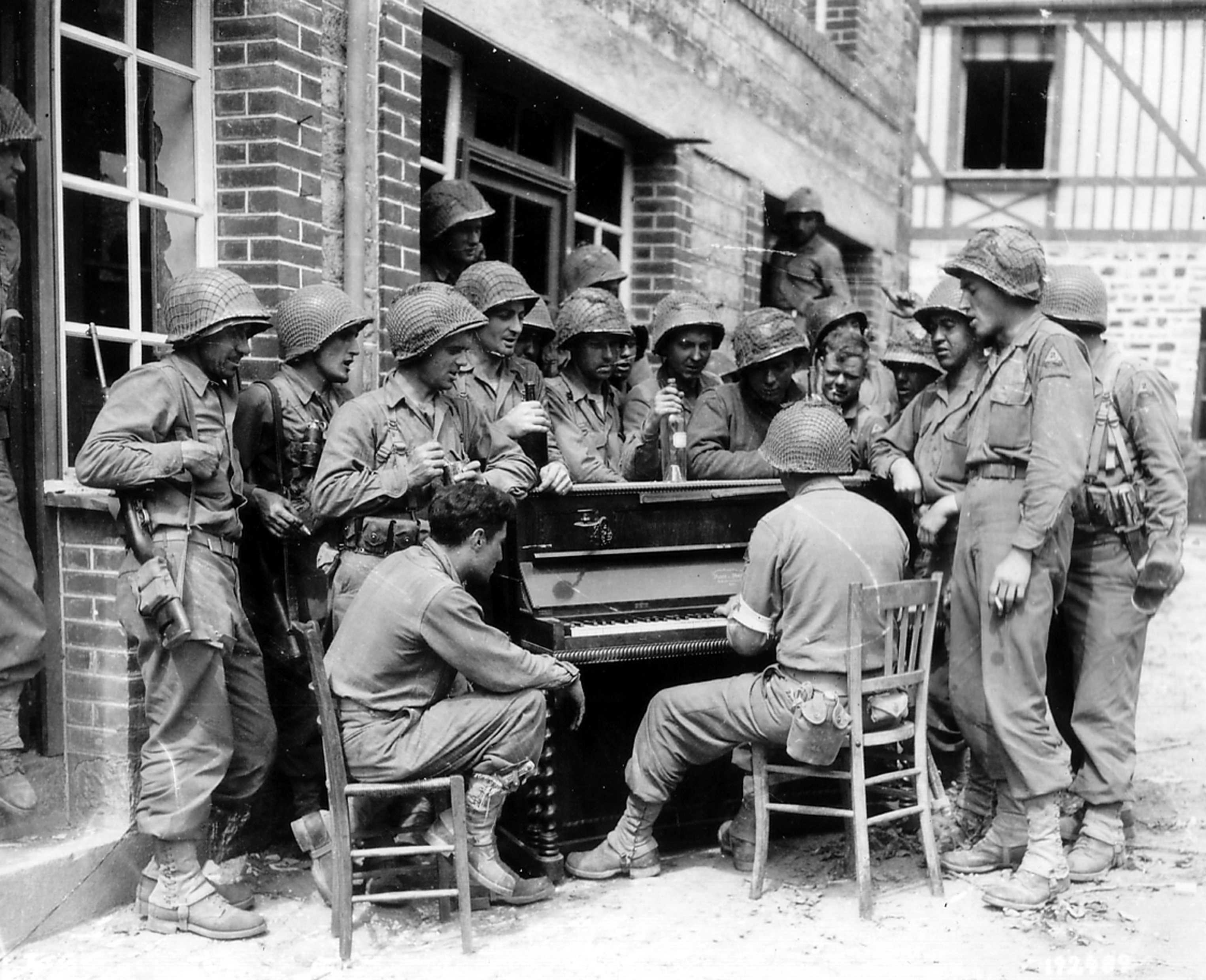
Soldats de la 2e division blindée à Barenton, Normandie, été 1944.

La 2e division blindée est une division blindée de l'United States Army créée en 1940, avant la participation des États-Unis à la Seconde Guerre mondiale, et désactivée en 1995. Elle est surnommée Hell on Wheels (littéralement « Enfer sur roues »).

## Histoire du service
Elle joua un rôle crucial lors de l'opération Torch, de l'invasion de la Sicile, de la Libération de la France et du Benelux avant de participer à la campagne d'Allemagne en pénétrant la ligne Siegfried.
Elle était commandée par le général George Patton en personne de novembre 1940 à janvier 1942.
La division subit 7 348 pertes en 1945, dont 1 160 tués. Au total, les membres de la division se voient décerner 9 369 médailles, dont 2 Medal of Honor, 3 Distinguished Service Cross, 2 302 Silver Star et près de 6 000 Purple Heart. L'entraîneur et sportif Bill Bowerman sert dans cette division.
Après la fin du conflit mondial, elle retourne en 1946 à Fort Hood au Texas. Elle est redéployée en Allemagne de l’Ouest dans le cadre de la guerre froide de 1951 à 1957, durant laquelle elle participe à de nombreux exercices de l'OTAN. Alors qu’elle est stationnée en Allemagne en 1952 avec la 7e armée des États-Unis, la 2e division blindée est basée à Stuttgart-Vaihingen sous le commandement du général Williston Palmer. Pendant ce temps, Palmer fait appel à l'aide d'un jeune caporal parmi ses rangs, Samuel Adler, pour organiser l'Orchestre symphonique de la septième armée. Au cours de la décennie suivante, l'orchestre reste basé au sein de la 2e division blindée et de la 7e armée tout en soutenant les initiatives de diplomatie culturelle américaines dans toute l'Europe au plus fort de la guerre froide,,,,,. Plusieurs bataillons servent lors de la guerre du Viêt Nam.
En 1990, lors de la guerre du Golfe, elle participe à l'opération Tempête du désert, réponse des États-Unis à l'invasion du Koweït par l'Irak de Saddam Hussein.